# Lamprosema inflexalis
Lamprosema inflexalis là một loài bướm đêm trong họ Crambidae.